# Batalha de Metz
A Batalha de Metz foi uma batalha de três meses travada entre o exército dos Estados Unidos e o exército alemão durante a Segunda Guerra Mundial. A batalha aconteceu na cidade francesa de Metz logo após os Aliados passarem pelas defesas alemães depois dos desembarques na Normandia. O ataque a cidade feito pelo 3º Exército Americano enfrentou forte resistência dos defensores alemães e resultou em pesadas baixas para ambos os lados. A cidade fortificada de Metz só foi capturada pelos americanos no fim de novembro de 1944 depois que os últimos soldados alemães na região se renderam.

## Antecedentes

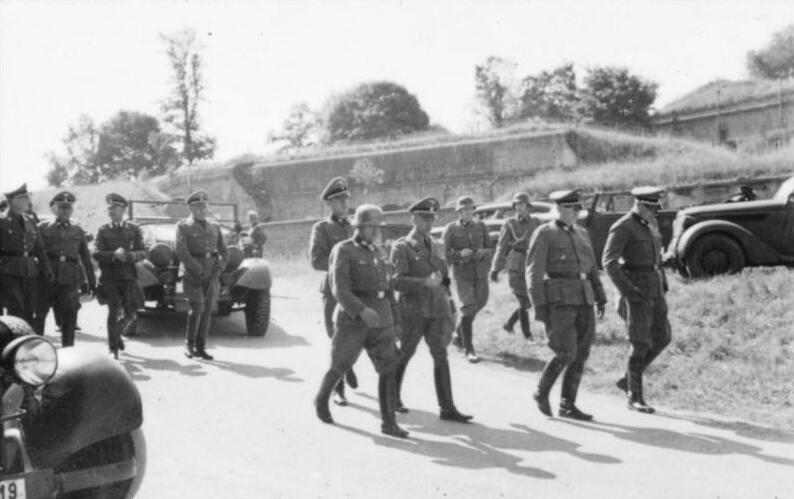
O chefe da SS, Heinrich Himmler, faz uma visita a cidade de Metz.

Metz é uma cidade fortificada, localizada entre os rios Moselle e Seille. As fortificações de Metz consistem de vários fortes e postos de observação, conectados com trincheiras e tuneis. A cidade havia caído para as forças alemãs quando a França foi derrotada em 1940, e logo após, a cidade foi imediatamente anexada ao Terceiro Reich. Muitos dos dignitários nazistas assumiam que era óbvio que Metz, onde muitos oficiais do exército alemão nasceram, era uma cidade alemã. Naquela época, a Wehrmacht não a considerou um local importante e as defesas da cidade foram reduzidas em muitas armas e outros equipamentos.
No entanto, as forças aliadas avançaram rapidamente em território alemão após os Desembarques da Normandia e Metz se tornou uma importante localização para o comando alemão organizar suas defesas e tentar conter o avanço aliado. No final de agosto de 1944, forças alemãs na Lorena conseguiram restabelecer uma linha defensiva, e o Terceiro Exército dos EUA havia chegado à um impasse diante das defesas alemãs, resultando em uma breve pausa das operações nesta área da Frente Ocidental. De acordo com uma ordem emitida por Hitler em março de 1944, em que o comando germânico visava obter mais tempo para o fortalecimento da Linha Siegfried,  os comandantes das fortalezas deveriam permitir que seus fortes fossem cercados se necessário, e mantê-los, entregando-se apenas com a aprovação do Führer, Metz foi obrigada a seguir essa ordem no inicio de setembro, uma vez que o Terceiro Exército dos EUA liderado por George S. Patton tinha alcançado Verdun e era um perigo para a região do Sarre da Alemanha. A defesa foi realizada pelo Primeiro Exército alemão, comandado pelo general Otto von Knobelsdorff. O número de tropas alemãs posicionadas na vizinhança de Metz era equivalente a 4 divisões e meia.    

## A batalha

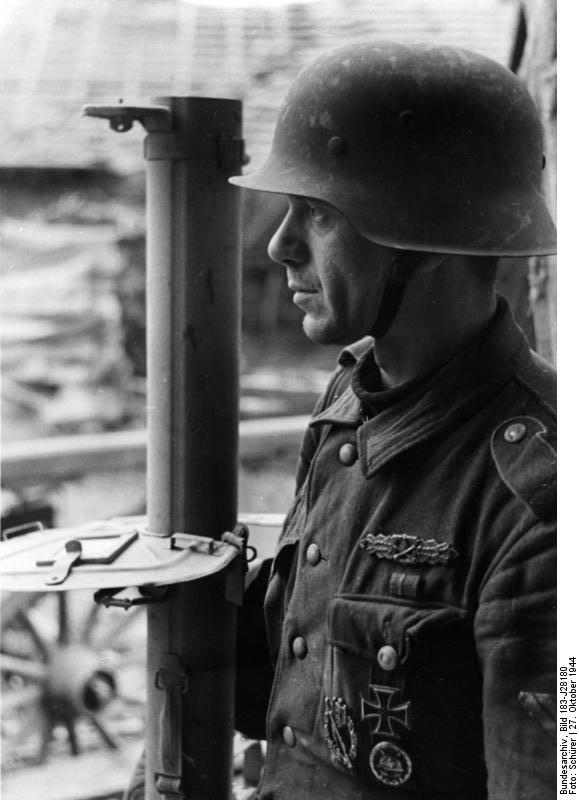
Um granadeiro do exército alemão com sua panzerschreck (bazuca), em 27 de outubro de 1944.

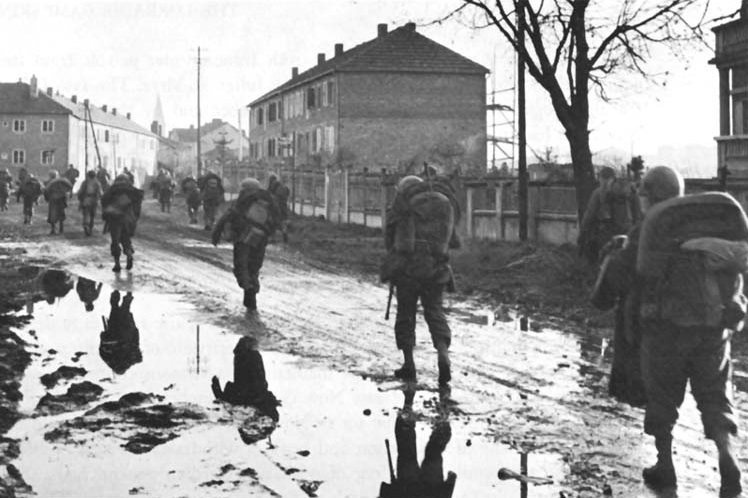
Tropas americanas avançam para Metz.

Em 6 de outubro de 1944, durante uma operação de reconhecimento na direção do Moselle, elementos da cavalaria blindada do XX corps dos Estados Unidos, fizeram contato com elementos da 17ª divisão SS Panzergrenadier e em 18 de setembro foi a vez de elementos Panzer fazer contato com unidades de reconhecimento dos EUA. Por sua vez as forças norte-americanas não esperavam encontrar forças alemãs naquela área e tiveram de reunir suas unidades que haviam sido espalhadas. Depois destes encontros vários ataques de pequena escala foram feitos pelas forças norte-americanas.
Os Estados Unidos lançaram dois ataques realizados pela 5ª divisão de infantaria, em que eles tentaram capturar uma cabeça de ponte ao norte de Metz, sendo ambos repelidos. Já em outro ataque, as forças americanas capturaram uma pequena ponte sobre o Moselle, ao sul de Metz.
Até o final de setembro forças alemãs posicionadas ao norte foram realocadas para o sul da cidade, assim como um número de soldados também foi retirado de Metz. Seguindo este novo desenvolvimento, o XII corps lançou outro ataque, mas este acabou sendo repelido pelos defensores alemães. Nas duas semanas seguintes, as forças norte-americanas se limitaram a ataques de pequena escala e patrulhamento ao redor da cidade. Durante esse tempo, o XX corps passou por um programa de treinamentos, estudando métodos para reduzir as defesas na fortaleza. Nesta altura, o comando americano já havia decidido atacar Metz pela retaguarda, vindo do leste.
Em 3 de novembro, um novo ataque foi lançado pelas forças norte-americanas, o que resultou na captura de defesas externas com a ajuda das táticas desenvolvidas durante o período de treinamento. Em 14 de novembro, o general Heinrich Kittel, foi nomeado como o novo comandante das forças alemãs. Em 17 de novembro as forças americanas já tinham conseguido isolar a maioria dos fortes, e conseguiram entrar em Metz no dia 18, logo após, no dia 21, Kittel foi ferido e posteriormente capturado por forças norte-americanas e embora a cidade fora capturada pelos EUA e as hostilidades cessaram formalmente em 22 de novembro, os restantes dos fortes continuaram a resistir.